# Liste der vom Churches Conservation Trust unterhaltenen Kirchengebäude in South East England

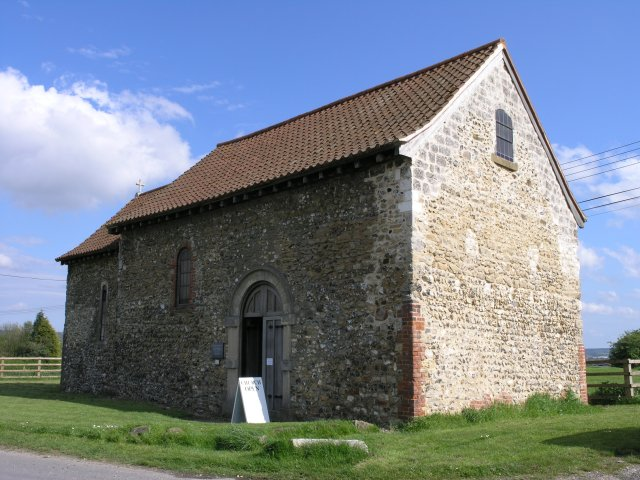
St Benedict’s Church, Paddlesworth

Der Churches Conservation Trust ist eine gemeinnützige Stiftung, deren Zweck der Schutz von gefährdeten historischen Kirchengebäuden ist, also solchen, die von der Church of England redundant erklärt wurden. Die Stiftung wurde durch die Pastoral Measure of 1968 gegründet. Insgesamt unterhält die Stiftung über 340 Kirchengebäude in England.
Diese Liste beinhaltet die 55 Kirchengebäude, die vom Churches Conservation Trust in der Region Southeast England unterhalten werden, also solche in Oxfordshire, Buckinghamshire, Greater London, Berkshire, Hampshire, Surrey, Kent, West Sussex und East Sussex. Das Alter dieser reicht von der All Saints Church in West Stourmouth, die in angelsächsischer Zeit errichtet wurde bis zum jüngsten Bauwerk auf der Liste, der Holy Trinity Church (Privett) in Privett, die von 1876 bis 1878 gebaut wurde. Alle diese Kirchenbauwerke wurden von English Heritage auf die Statutory List of Buildings of Special Architectural or Historic Interest gesetzt, die meisten davon in Grade I oder II*.
Die meisten sind dieser Kirchenbauwerke sind noch konsekriert, sodass gelegentlich noch Gottesdienste stattfinden. Einige der Bauwerke dienen als Veranstaltungsort für Konzerte und zu anderen Zwecken.

## Legende
| Grade | Kriterium                                                                               |
| ----- | --------------------------------------------------------------------------------------- |
| I     | Bauwerke von außergewöhnlichem Interesse, manchmal auch von internationaler Wichtigkeit |
| II*   | Besonders wichtige Bauwerke von mehr als speziellem Interesse                           |
| II    | Bauwerke von nationaler Wichtigkeit und speziellem Interesse                            |

## Betreute Kirchen
| Name und Stadt oder Dorf          | Grafschaft and Koordinaten                      | Photographie | Erbauung               | Anmerkungen | Grade |
| --------------------------------- | ----------------------------------------------- | --- | ---------------------- | ----------- | ----- |
| All Saints West Stourmouth        | Kent 51° 19′ 13,1″ N, 1° 14′ 11,4″ O            | Eine aus Feuerstein gebaute Kirche mit rotem Ziegeldach und einem Turm am westlichen Ende, Blick von Südosten             | Angelsächsische Zeit   | TR256628    | I     |
| St Peter and St Paul Albury       | Surrey 51° 13′ 12″ N, 0° 28′ 44,4″ W            | Eine steinerne Kirche von Süden her gesehen; das Querschiff hat ein großes Fenster, auf dem Kirchturm sitzt eine Kuppel   | 11. Jahrhundert        | TQ063479    | I     |
| St Thomas East Shefford           | Berkshire 51° 28′ 11,3″ N, 1° 26′ 20,8″ W       | Eine kleine, schlichte Kirche, weitgehend mit Ziegeldach, einem Backsteinportal und einem Glockenstuhl am westlichen Ende | 11. Jahrhundert        | SU391747    | I     |
| St Mary Higham                    | Kent 51° 26′ 27,2″ N, 0° 28′ 5,9″ O             | Eine steinerne Kirche mit roten Ziegeldächern, Kirchenschiff und Seitenschiff, ein kleiner Kirchturm und das Südportal    | 11. Jahrhundert        | TQ716742    | I     |
| All Saints Little Somborne        | Hampshire 51° 5′ 30,8″ N, 1° 27′ 20,5″ W        | Eine kleine, schlichte Kirche mit einem Glockenstuhl                                                                      | 11. Jahrhundert        | SU383326    | II*   |
| St Mary the Virgin North Stoke    | West Sussex 50° 53′ 14,6″ N, 0° 33′ 5″ W        | | 11. Jahrhundert        | TQ019108    | I     |
| St Mary Sandwich                  | Kent 51° 16′ 37,9″ N, 1° 20′ 19,3″ O            | Kirchenbau aus Stein und Feurstein mit Ziegeldach                                                                         | 11. Jahrhundert        | TR329584    | I     |
| All Saints Shirburn               | Oxfordshire 51° 39′ 27,7″ N, 0° 59′ 40,6″ W     | Eine steinerne Kirche mit Ziegeldach und Kirchturm an der linken Seite                                                    | 11.–12. Jahrhundert    | SU696959    | II    |
| St Mary Ashley                    | Hampshire 51° 4′ 34,3″ N, 1° 27′ 6,8″ W         | Eine kleine, schlichte Kirche mit rotem Dach von Südosten                                                                 | frühes 12. Jahrhundert | SU385309    | II*   |
| St Benedict Paddlesworth          | Kent 51° 19′ 59,5″ N, 0° 25′ 1,2″ O             | Eine sehr einfach gebaute Steinkirch mit Ziegeldach                                                                       | frühes 12. Jahrhundert | TQ684621    | II*   |
| St Mary Burham                    | Kent 51° 19′ 52,7″ N, 0° 27′ 45,4″ O            | Eine Steinkirche mit einem kaum sichtbaren Turm am entfernten Ende                                                        | 12. Jahrhundert        | TQ717620    | I     |
| St Mary Capel-le-Ferne            | Kent 51° 6′ 54″ N, 1° 13′ 24,6″ O               | Eine Kirche mit rotem Ziegeldach und kurzem Turm an der Westseite                                                         | 12. Jahrhundert        | TR257400    | I     |
| St Margaret Catmore               | Berkshire 51° 31′ 7″ N, 1° 20′ 49,9″ W          | Eine einfache Kirche mit rotem Ziegeldach und Glockenturm                                                                 | 12. Jahrhundert        | SU454801    | I     |
| Lumley Chapel Cheam               | Greater London 51° 21′ 38,2″ N, 0° 12′ 58″ W    | Teil einer aus Steinen und Backsteinen gebauten Kapelle mit rotem Ziegeldach                                              | 12. Jahrhundert        | TQ243638    | II*   |
| St Peter ad Vincula Colemore      | Hampshire 51° 4′ 18,8″ N, 0° 59′ 37,3″ W        | Eine hauptsächlich aus Feuerstein gebaute Kirche mit roten Dachziegeln und Glockenstuhl                                   | 12. Jahrhundert        | SU706308    | II*   |
| St Michael East Peckham           | Kent 51° 14′ 40,2″ N, 0° 22′ 45,1″ O            | | 12. Jahrhundert        | TQ661522    | II*   |
| St Mary Fleet Marston             | Buckinghamshire 51° 50′ 12,8″ N, 0° 52′ 10,9″ W | | 12. Jahrhundert        | SP779159    | II*   |
| St Mary the Virgin Fordwich       | Kent 51° 17′ 44,9″ N, 1° 7′ 37,6″ O             | Eine mit Schindeln verkleideter Kirchturmspitze auf einer Basis aus Feuerstein                                            | 12. Jahrhundert        | TR181598    | I     |
| St Bartholomew Goodnestone        | Kent 51° 18′ 59,8″ N, 0° 55′ 55,9″ O            | Eine Kirche mit rotem Ziegeldach und Glockenturm am fernen Ende                                                           | 12. Jahrhundert        | TR044616    | I     |
| St Mary Luddenham                 | Kent 51° 19′ 56,6″ N, 0° 51′ 31″ O              | Eine Kirche mit rotem Ziegeldach und einem Kirchturm, dessen oberer Teil aus Backsteinen gemauert ist                     | 12. Jahrhundert        | TQ992631    | I     |
| St John the Baptist Mongewell     | Oxfordshire 51° 35′ 10″ N, 1° 7′ 23,9″ W        | Ruinen einer Kirche mit einem runden Turm, hexagonaler Turmspitze und einem dachlosen Kirchenschiff                       | 12. Jahrhundert        | SU610877    | II    |
| St Mary Newnham Murren            | Oxfordshire 51° 35′ 30,8″ N, 1° 7′ 13,1″ W      | Eine kleine Kirche aus Feuersteinen mit roten Dachziegeln und Glockenstuhl am entfernten Ende                             | 12. Jahrhundert        | SU610885    | II*   |
| St Mary Preston Candover          | Hampshire 51° 10′ 7,3″ N, 1° 8′ 16,8″ W         | Ein kleines Bauwerk mit weiß gestrichenen Mauern und Ziegeldach                                                           | 12. Jahrhundert        | SU603414    | II*   |
| St Mary Magdalene Tortington      | West Sussex 50° 50′ 8,5″ N, 0° 34′ 36,8″ W      | | 12. Jahrhundert        | TQ003050    | II    |
| All Saints Waldershare            | Kent 51° 11′ 15″ N, 1° 17′ 8,9″ O               | Das westliche Ende einer aus Feuerstein gebauten Kirche mit zwei großen Strebewerken und einem Schieferdach               | 12. Jahrhundert        | TR298483    | II*   |
| St John the Baptist Upper Eldon   | Hampshire 51° 2′ 53,9″ N, 1° 28′ 53,8″ W        | Eine schlichte Kirche aus Feuersteinen mit einem roten Ziegeldach                                                         | spätes 12. Jahrhundert | SU365278    | II*   |
| St Andrew Kingsbury               | Greater London 51° 34′ 4,8″ N, 0° 15′ 42,5″ W   | | 12.–13. Jahrhundert    | TQ206868    | I     |
| St Thomas à Becket Capel          | Kent 51° 10′ 35″ N, 0° 20′ 27,6″ O              | Eine steinerne Kirche mit Turm und roten Ziegeldach                                                                       | 13. Jahrhundert        | TQ637445    | I     |
| St Wilfrid Church Norton, Selsey  | West Sussex 50° 45′ 17,6″ N, 0° 45′ 54,7″ W     | | 13. Jahrhundert        | SZ872957    | I     |
| St James Cooling                  | Kent 51° 27′ 19,1″ N, 0° 31′ 35″ O              | Eine steinerne Kirche mit Turm und rotem Ziegeldach                                                                       | 13. Jahrhundert        | TQ756759    | I     |
| St Mary Edlesborough              | Buckinghamshire 51° 51′ 42,1″ N, 0° 35′ 33,7″ W | | 13. Jahrhundert        | SP970191    | I     |
| St Nicholas Freefolk              | Hampshire 51° 14′ 4,6″ N, 1° 18′ 11,9″ W        | Eine kleine, schlichte weiße Kirche mit rotem Ziegeldach und hölzernem Glockenstuhl                                       | 13. Jahrhundert        | SU488486    | I     |
| St Mary Hartley Wintney           | Hampshire 51° 17′ 48,5″ N, 0° 54′ 0,7″ W        | Eine Steinkirche mit einem befestigten Turm und Querschiffen aus Backsteinen                                              | 13. Jahrhundert        | SU768558    | II*   |
| St Mary Pitstone                  | Buckinghamshire 51° 49′ 30,4″ N, 0° 38′ 3,1″ W  | | 13. Jahrhundert        | SP942150    | I     |
| St Peter Preston Park             | East Sussex 50° 50′ 32,3″ N, 0° 8′ 58,2″ W      | | 13. Jahrhundert        | TQ304064    | II*   |
| St Peter Sandwich                 | Kent 51° 16′ 29,6″ N, 1° 20′ 25,1″ O            | | 13. Jahrhundert        | TR331580    | I     |
| Holy Sepulchre Warminghurst       | West Sussex 50° 56′ 25,1″ N, 0° 24′ 41″ W       | | 13. Jahrhundert        | TQ117169    | I     |
| St Bartholomew Lower Basildon     | Berkshire 51° 30′ 32,8″ N, 1° 7′ 12,4″ W        | | spätes 13. Jahrhundert | SU612793    | I     |
| St Lawrence Broughton             | Buckinghamshire 52° 3′ 7,9″ N, 0° 41′ 52,4″ W   | | 14. Jahrhundert        | SP894401    | I     |
| St Michael Thornton               | Buckinghamshire 52° 1′ 9,8″ N, 0° 54′ 19,4″ W   | | 14. Jahrhundert        | SP752363    | I     |
| St Clement Knowlton               | Kent 51° 14′ 1,7″ N, 1° 16′ 0,8″ O              | | 14.–15. Jahrhundert    | TR281534    | I     |
| St Lawrence Little Stanmore       | Greater London 51° 36′ 29,9″ N, 0° 17′ 21,8″ W  | | frühes 16. Jahrhundert | TQ186913    | I     |
| St George Esher                   | Surrey 51° 22′ 9,5″ N, 0° 21′ 52,2″ W           | | 1540                   | TQ139646    | I     |
| St Mary Hartwell                  | Buckinghamshire 51° 48′ 18,7″ N, 0° 50′ 55″ W   | | 1753–55                | SP795125    | II*   |
| St Katherine Chiselhampton        | Oxfordshire 51° 41′ 19,3″ N, 1° 8′ 40,9″ W      | | 1762                   | SU592992    | II*   |
| St Peter Wallingford              | Oxfordshire 51° 36′ 2,5″ N, 1° 7′ 18,1″ W       | | 1763                   | SU609895    | II*   |
| All Saints Nuneham Courtenay      | Oxfordshire 51° 40′ 49,8″ N, 1° 13′ 5,5″ W      | | 1764                   | SU542983    | II*   |
| St John the Evangelist Chichester | West Sussex 50° 50′ 7,4″ N, 0° 46′ 29,3″ W      | | 1812–13                | SU864046    | I     |
| St Andrew Hove                    | East Sussex 50° 49′ 24,6″ N, 0° 9′ 24,8″ W      | | 1827–28                | TQ299043    | I     |
| St Mary Lambourn Woodlands        | Berkshire 51° 28′ 23,2″ N, 1° 31′ 14,5″ W       | | 1851                   | SU334749    | II    |
| St Catherine Kingsdown            | Kent 51° 17′ 39,5″ N, 0° 45′ 36″ O              | | 1865                   | TQ925587    | II    |
| St Mary Itchen Stoke              | Hampshire 51° 5′ 18,2″ N, 1° 12′ 11,2″ W        | | 1866                   | SU559323    | II*   |
| St Luke Camden Town               | Greater London 51° 32′ 54,2″ N, 0° 8′ 1,7″ W    | | 1867–69                | TQ295850    | II*   |
| Holy Trinity Privett              | Hampshire 51° 2′ 17,2″ N, 1° 2′ 10,3″ W         | | 1876–78                | SU677270    | II*   |

## Anmerkung
1. ↑  Die Daten der Erbauung sind nicht immer genau bekannt. Gegebenenfalls wird das Jahrhundert angegeben, in der das noch bestehende Bauwerk errichtet wurde.

## Belege
1. ↑  About us. Churches Conservation Trust, archiviert vom Original am 7. April 2011; abgerufen am 21. April 2011 (englisch).
2. ↑  Find a CCT church - South East England. Churches Conservation Trust, archiviert vom Original am 19. Dezember 2010; abgerufen am 21. April 2011 (englisch).
3. ↑  Listed Buildings. English Heritage, abgerufen am 27. Juni 2010 (englisch).
4. ↑  All Saints’ Church, West Stourmouth, Kent. Churches Conservation Trust, abgerufen am 21. April 2011 (englisch).
5. ↑  Church of All Saints, Stourmouth. In: The National Heritage List for England. English Heritage, 2011, abgerufen am 6. April 2025 (englisch).
6. ↑  Church of St Peter & St Paul, Albury, Surrey. Churches Conservation Trust, abgerufen am 21. April 2011 (englisch).
7. ↑  The Old Parish Church of St Peter and St Paul, Albury. In: The National Heritage List for England. English Heritage, 2011, abgerufen am 6. April 2025 (englisch).
8. ↑  St Thomas’ Church, East Shefford, Berkshire. Churches Conservation Trust, abgerufen am 21. April 2011 (englisch).
9. ↑  The Old Church, Great Shefford. In: The National Heritage List for England. English Heritage, 2011, abgerufen am 6. April 2025 (englisch).
10. ↑  St Mary’s Church, Higham, Kent. Churches Conservation Trust, abgerufen am 21. April 2011 (englisch).
11. ↑  Church of St Mary, Higham. In: The National Heritage List for England. English Heritage, 2011, abgerufen am 6. April 2025 (englisch).
12. ↑  All Saints’ Church, Little Somborne, Hampshire. Churches Conservation Trust, abgerufen am 21. April 2011 (englisch).
13. ↑  All Saints Church, Little Somborne. In: The National Heritage List for England. English Heritage, 2011, abgerufen am 6. April 2025 (englisch).
14. ↑  Church of St Mary the Virgin, North Stoke, West Sussex. Churches Conservation Trust, abgerufen am 21. April 2011 (englisch).
15. ↑  North Stoke Church, Amberley. In: The National Heritage List for England. English Heritage, 2011, abgerufen am 6. April 2025 (englisch).
16. ↑  St Mary’s Church, Sandwich, Kent. Churches Conservation Trust, abgerufen am 21. April 2011 (englisch).
17. ↑  St Mary’s Church, Sandwich. In: The National Heritage List for England. English Heritage, 2011, abgerufen am 6. April 2025 (englisch).
18. ↑  All Saints’ Church, Shirburn, Oxfordshire. Churches Conservation Trust, abgerufen am 21. April 2011 (englisch).
19. ↑  Former Church of All Saints, Shirburn. In: The National Heritage List for England. English Heritage, 2011, abgerufen am 6. April 2025 (englisch).
20. ↑  St Mary’s Church, Ashley, Hampshire. Churches Conservation Trust, abgerufen am 21. April 2011 (englisch).
21. ↑  Church of St Mary, Ashley. In: The National Heritage List for England. English Heritage, 2011, abgerufen am 6. April 2025 (englisch).
22. ↑  St Benedict’s Church, Paddlesworth, Kent. Churches Conservation Trust, abgerufen am 21. April 2011 (englisch).
23. ↑  Church of St Benedict, Snodland. In: The National Heritage List for England. English Heritage, 2011, ehemals im Original (nicht mehr online verfügbar); abgerufen am 6. April 2025 (englisch). (Seite nicht mehr abrufbar. Suche in Webarchiven)
24. ↑  St Mary’s Church, Burham, Kent. Churches Conservation Trust, abgerufen am 21. April 2011 (englisch).
25. ↑  Church of St Mary the Virgin, Burham. In: The National Heritage List for England. English Heritage, 2011, abgerufen am 6. April 2025 (englisch).
26. ↑  St Mary’s Church, Capel-le-Ferne, Kent. Churches Conservation Trust, abgerufen am 21. April 2011 (englisch).
27. ↑  Church of St Mary, Capel le Ferne. In: The National Heritage List for England. English Heritage, 2011, abgerufen am 6. April 2025 (englisch).
28. ↑  St Margaret’s Church, Catmore, Berkshire. Churches Conservation Trust, abgerufen am 21. April 2011 (englisch).
29. ↑  Church of St Margaret, Catmore. In: The National Heritage List for England. English Heritage, 2011, abgerufen am 6. April 2025 (englisch).
30. ↑  Lumley Chapel (St Dunstan’s), Cheam, Surrey. Churches Conservation Trust, abgerufen am 21. April 2011 (englisch).
31. ↑  Remains of Old Church of St Dunstan, Now known as the Lumley Chapel, Sutton. In: The National Heritage List for England. English Heritage, 2011, abgerufen am 6. April 2025 (englisch).
32. ↑  Church of St Peter ad Vincula, Colemore, Hampshire. Churches Conservation Trust, abgerufen am 21. April 2011 (englisch).
33. ↑  Church of St Peter ad Vincula, Colemore. In: The National Heritage List for England. English Heritage, 2011, abgerufen am 6. April 2025 (englisch).
34. ↑  St Michael’s Church, East Peckham, Kent. Churches Conservation Trust, abgerufen am 21. April 2011 (englisch).
35. ↑  Church of St Michael, East Peckham. In: The National Heritage List for England. English Heritage, 2011, abgerufen am 6. April 2025 (englisch).
36. ↑  St Mary’s Church, Fleet Marston, Buckinghamshire. Churches Conservation Trust, abgerufen am 21. April 2011 (englisch).
37. ↑  Church of St Mary, Fleet Marston. In: The National Heritage List for England. English Heritage, 2011, abgerufen am 6. April 2025 (englisch).
38. ↑  Church of St Mary the Virgin, Fordwich, Kent. Churches Conservation Trust, abgerufen am 21. April 2011 (englisch).
39. ↑  Church of St Mary, Fordwich. In: The National Heritage List for England. English Heritage, 2011, abgerufen am 6. April 2025 (englisch).
40. ↑  St Bartholemew's Church, Goodnestone, Kent. Churches Conservation Trust, abgerufen am 21. April 2011 (englisch).
41. ↑  Church of St Bartholomew, Goodnestone. In: The National Heritage List for England. English Heritage, 2011, abgerufen am 6. April 2025 (englisch).
42. ↑  St Mary’s Church, Luddenham, Kent. Churches Conservation Trust, abgerufen am 21. April 2011 (englisch).
43. ↑  Church of St Mary, Luddenham. In: The National Heritage List for England. English Heritage, 2011, abgerufen am 6. April 2025 (englisch).
44. ↑  Church of St John the Baptist, Mongewell, Oxfordshire. Churches Conservation Trust, abgerufen am 21. April 2011 (englisch).
45. ↑  Former Church of St John the Baptist, Crowmarsh. In: The National Heritage List for England. English Heritage, 2011, abgerufen am 6. April 2025 (englisch).
46. ↑  St Mary’s Church, Newnham Murren, Oxfordshire. Churches Conservation Trust, abgerufen am 21. April 2011 (englisch).
47. ↑  Church of St Mary, Crowmarsh. In: The National Heritage List for England. English Heritage, 2011, abgerufen am 6. April 2025 (englisch).
48. ↑  St Mary the Virgin Old Church, Preston Candover, Hampshire. Churches Conservation Trust, abgerufen am 21. April 2011 (englisch).
49. ↑  Remains of the Church of St Mary, Preston Candover. In: The National Heritage List for England. English Heritage, 2011, abgerufen am 6. April 2025 (englisch).
50. ↑  Church of St Mary Magdalene, Tortington, West Sussex. Churches Conservation Trust, abgerufen am 21. April 2011 (englisch).
51. ↑  The Parish Church of Mary Magdalene, Arundel. In: The National Heritage List for England. English Heritage, 2011, abgerufen am 6. April 2025 (englisch).
52. ↑  All Saints’ Church, Waldershare, Kent. Churches Conservation Trust, abgerufen am 21. April 2011 (englisch).
53. ↑  Church of All Saints, Tilmanstone. In: The National Heritage List for England. English Heritage, 2011, abgerufen am 6. April 2025 (englisch).
54. ↑  Church of St John the Baptist, Upper Eldon, Hampshire. Churches Conservation Trust, abgerufen am 21. April 2011 (englisch).
55. ↑  Church of St John the Baptist, Kings Somborne. In: The National Heritage List for England. English Heritage, 2011, abgerufen am 6. April 2025 (englisch).
56. ↑  St Andrew’s Church, Kingsbury, London. Churches Conservation Trust, abgerufen am 21. April 2011 (englisch).
57. ↑  Old Parish Church of St Andrew, Wembley. In: The National Heritage List for England. English Heritage, 2011, abgerufen am 6. April 2025 (englisch).
58. ↑  Church of St Thomas a Becket, Capel, Kent. Churches Conservation Trust, abgerufen am 21. April 2011 (englisch).
59. ↑  Church of St Thomas à Becket, Capel. In: The National Heritage List for England. English Heritage, 2011, abgerufen am 6. April 2025 (englisch).
60. ↑  St Wilfrid’s Church, Church Norton, West Sussex. Churches Conservation Trust, abgerufen am 21. April 2011 (englisch).
61. ↑  St Wilfrid’s Chapel, Selsey. In: The National Heritage List for England. English Heritage, 2011, abgerufen am 6. April 2025 (englisch).
62. ↑  St James’ Church, Cooling, Kent. Churches Conservation Trust, abgerufen am 21. April 2011 (englisch).
63. ↑  Church of St James, Cooling. In: The National Heritage List for England. English Heritage, 2011, abgerufen am 6. April 2025 (englisch).
64. ↑  St Mary’s Church, Edlesborough, Buckinghamshire. Churches Conservation Trust, abgerufen am 21. April 2011 (englisch).
65. ↑  Church of St Mary, Edlesborough. In: The National Heritage List for England. English Heritage, 2011, abgerufen am 6. April 2025 (englisch).
66. ↑  St Nicholas’ Church, Freefolk, Hampshire. Churches Conservation Trust, abgerufen am 21. April 2011 (englisch).
67. ↑  Church of St Nicholas, Laverstoke. In: The National Heritage List for England. English Heritage, 2011, abgerufen am 6. April 2025 (englisch).
68. ↑  St Mary’s Church, Hartley Wintney, Hampshire. Churches Conservation Trust, abgerufen am 21. April 2011 (englisch).
69. ↑  Church of St Mary, Hartley Wintney. In: The National Heritage List for England. English Heritage, 2011, abgerufen am 6. April 2025 (englisch).
70. ↑  St Mary’s Church, Pitstone, Buckinghamshire. Churches Conservation Trust, abgerufen am 21. April 2011 (englisch).
71. ↑  Church of St Mary, Pitstone. In: The National Heritage List for England. English Heritage, 2011, abgerufen am 6. April 2025 (englisch).
72. ↑  St Peter’s Church, Preston Park, East Sussex. Churches Conservation Trust, abgerufen am 21. April 2011 (englisch).
73. ↑  Church of St Peter, Brighton. In: The National Heritage List for England. English Heritage, 2011, abgerufen am 6. April 2025 (englisch).
74. ↑  St Peter’s Church, Sandwich, Kent. Churches Conservation Trust, abgerufen am 21. April 2011 (englisch).
75. ↑  Church of St Peter, Sandwich. In: The National Heritage List for England. English Heritage, 2011, abgerufen am 6. April 2025 (englisch).
76. ↑  Church of The Holy Sepulchure, Warminghurst, West Sussex. Churches Conservation Trust, abgerufen am 21. April 2011 (englisch).
77. ↑  The Church of the Holy Sepulchre, Ashington. In: The National Heritage List for England. English Heritage, 2011, abgerufen am 6. April 2025 (englisch).
78. ↑  St Bartholomew’s Church, Lower Basildon, Berkshire. Churches Conservation Trust, abgerufen am 21. April 2011 (englisch).
79. ↑  Church of St Bartholomew, Basildon. In: The National Heritage List for England. English Heritage, 2011, abgerufen am 6. April 2025 (englisch).
80. ↑  St Lawrence’s Church, Broughton, Buckinghamshire. Churches Conservation Trust, abgerufen am 21. April 2011 (englisch).
81. ↑  Church of St Lawrence, Broughton. In: The National Heritage List for England. English Heritage, 2011, abgerufen am 6. April 2025 (englisch).
82. ↑  Church of St Michael & All Angels (Thornton, Buckinghamshire). Churches Conservation Trust, abgerufen am 21. April 2011 (englisch).
83. ↑  Church of St Michael, Thornton. In: The National Heritage List for England. English Heritage, 2011, abgerufen am 6. April 2025 (englisch).
84. ↑  St Clement’s Church, Knowlton, Kent. Churches Conservation Trust, abgerufen am 21. April 2011 (englisch).
85. ↑  Church of St Clement, Goodnestone. In: The National Heritage List for England. English Heritage, 2011, abgerufen am 6. April 2025 (englisch).
86. ↑  Chandos Mausoleum (St Lawrence’s Church), Little Stanmore, London. Churches Conservation Trust, abgerufen am 21. April 2011 (englisch).
87. ↑  Church of St Lawrence, Harrow. In: The National Heritage List for England. English Heritage, 2011, abgerufen am 6. April 2025 (englisch).
88. ↑  St George’s Church, Esher, Surrey. Churches Conservation Trust, abgerufen am 21. April 2011 (englisch).
89. ↑  Church of St George, Esher. In: The National Heritage List for England. English Heritage, 2011, abgerufen am 6. April 2025 (englisch).
90. ↑  Church of The Assumption, Hartwell, Buckinghamshire. Churches Conservation Trust, abgerufen am 21. April 2011 (englisch).
91. ↑  Church of St Mary, Stone with Bishopstone and Hartwell. In: The National Heritage List for England. English Heritage, 2011, abgerufen am 6. April 2025 (englisch).
92. ↑  St Katherine’s Church, Chiselhampton, Oxfordshire. Churches Conservation Trust, abgerufen am 21. April 2011 (englisch).
93. ↑  Church of St Katherine, Stadhampton. In: The National Heritage List for England. English Heritage, 2011, abgerufen am 6. April 2025 (englisch).
94. ↑  St Peter’s Church, Wallingford, Oxfordshire. Churches Conservation Trust, abgerufen am 21. April 2011 (englisch).
95. ↑  Church of St Peter, Wallingford. In: The National Heritage List for England. English Heritage, 2011, abgerufen am 6. April 2025 (englisch).
96. ↑  All Saints’ Church, Nuneham Courtenay, Oxfordshire. Churches Conservation Trust, abgerufen am 21. April 2011 (englisch).
97. ↑  Church of All Saints, Nuneham Courtenay. In: The National Heritage List for England. English Heritage, 2011, ehemals im Original (nicht mehr online verfügbar); abgerufen am 6. April 2025 (englisch). (Seite nicht mehr abrufbar. Suche in Webarchiven)
98. ↑  Church of St John the Evangelist, Chichester, West Sussex. Churches Conservation Trust, abgerufen am 21. April 2011 (englisch).
99. ↑  Former Church of St John the Evangelist, Chichester. In: The National Heritage List for England. English Heritage, 2011, abgerufen am 6. April 2025 (englisch).
100. ↑  St Andrew’s Church, Hove, East Sussex. Churches Conservation Trust, abgerufen am 21. April 2011 (englisch).
101. ↑  Church of St Andrew, Hove. In: The National Heritage List for England. English Heritage, 2011, abgerufen am 6. April 2025 (englisch).
102. ↑  St Mary’s Church, Lambourn Woodlands, Berkshire. Churches Conservation Trust, abgerufen am 21. April 2011 (englisch).
103. ↑  Church of St Mary, Lambourne. In: The National Heritage List for England. English Heritage, 2011, abgerufen am 6. April 2025 (englisch).
104. ↑  St Catherine’s Church, Kingsdown, Kent. Churches Conservation Trust, abgerufen am 21. April 2011 (englisch).
105. ↑  Church of St Catherine, Milstead and Kingsdown. In: The National Heritage List for England. English Heritage, 2011, abgerufen am 6. April 2025 (englisch).
106. ↑  St Mary’s Church, Itchen Stoke, Hampshire. Churches Conservation Trust, abgerufen am 21. April 2011 (englisch).
107. ↑  Church of St Mary, Itchen Stoke And Ovington. In: The National Heritage List for England. English Heritage, 2011, abgerufen am 6. April 2025 (englisch).
108. ↑  St Luke’s Church, Oseney Crescent, London. Churches Conservation Trust, abgerufen am 21. April 2011 (englisch).
109. ↑  Church of St Luke with St Paul, Camden Town. In: The National Heritage List for England. English Heritage, 2011, abgerufen am 6. April 2025 (englisch).
110. ↑  Holy Trinity Church, Privett, Hampshire. Churches Conservation Trust, abgerufen am 21. April 2011 (englisch).
111. ↑  Church of the Holy Trinity, Froxfield. In: The National Heritage List for England. English Heritage, 2011, abgerufen am 6. April 2025 (englisch).

- Karte mit allen Koordinaten:
- OSM |
- WikiMap